# Matthias Schweighöfer
Matthias Schweighöfer (* 11. března 1981 Anklam) je německý herec, režisér, producent a zpěvák. Založil filmovou produkční společnost Pantaleon Films.

## Životopis
Narodil se v Anklamu do herecké rodiny. Chodil na proslulou hereckou školu Ernst Busch Academy of Dramatic Arts, ale po roce studia školu opustil. Nicméně již v té době spolupracoval například se známým režisérem Peterem Greenawayem.
Jeho první filmovou zkušeností byl televizní film Raus aus der Haut z roku 1997 režiséra Andrease Dresena. V následujících letech se objevil v kritiky oceňovaných filmech, jako Soloalbum, Srdeční zástava, Das wilde Leben či Zajíček bez oušek. V roce 2008 ztvárnil podplukovníka Franze Herbera ve dramatickém filmu Valkýra, který pojednával o neúspěšném pokusu atentátu na Hitlera. Role ve Valkýře ho mezinárodně proslavila a též mu přinesla role v anglicky mluvených filmech. V roce 2010 přišel jeho režisérský debut v romantické komedii What a Man. Následně v roce 2013 zrežíroval komedii Schlussmacher.
V roce 2009 založil spolu s televizním moderátorem Joko Winterscheidtem módní značku German Garment.

## Osobní život
Žije v Berlíně. V letech 2004 až 2012 chodil s Ani Schromm a opět se dali dohromady v létě 2013. Mají spolu dceru Věru (narozenou 10. května 2007) a syna Jana (narozeného 8.. června 2009).

## Filmografie

### Jako herec
| Rok  | Název                                                    | Role                                        | Poznámky                                               |
| ---- | -------------------------------------------------------- | ------------------------------------------- | ------------------------------------------------------ |
| 1994 | Ärzte                                                    |                                             | televizní seriál, epizoda: „Dr. Vogt - Freundschaften“ |
| 1997 | Raus aus der Haut                                        |                                             | televizní film                                         |
| 1998 | Siska                                                    | Benny Daum                                  | televizní seriál, epizoda: „Der neue Mann“             |
| 1998 | Ein Mann fällt nicht vom Himmel                          | Dieter                                      | televizní film                                         |
| 1998 | Spuk aus der Gruft                                       | Torsten                                     |                                                        |
| 1999 | Dr. Stefan Frank                                         | Ingo Taschke                                | televizní seriál, epizoda: „Die Macht der Gedanken“    |
| 1999 | Siska                                                    | Sebastian Freese                            | televizní seriál, epizoda: „Leonardos Geheimnis“       |
| 2000 | Küss mich, Frosch                                        | princ Dietbert                              | televizní film                                         |
| 2000 | Freunde                                                  | Speedy                                      |                                                        |
| 2000 | Spuk im Reich der Schatten                               | Torsten                                     | televizní film                                         |
| 2000 | Zakázaná touha                                           | Ben Simon                                   | televizní film                                         |
| 2000 | Mein Freund, seine Mutter und die Elbe                   | Tom                                         | krátký film                                            |
| 2000 | Fremdes Land                                             | Thomas                                      | krátký film                                            |
| 2000 | 3 Tage 44                                                | Albert                                      | krátký film                                            |
| 2001 | Herz über Kopf                                           | Dirk Bachmann                               |                                                        |
| 2001 | Mein Vater, die Tunte                                    | Jan Quinn                                   |                                                        |
| 2001 | Polizeiruf 110                                           | Daniel Cross                                | televizní seriál, epizoda: „Gewaltfieber“              |
| 2001 | Babykram ist Männersache                                 | Malte                                       | televizní film                                         |
| 2001 | Místo činu                                               | Jacky Bräutigam                             | televizní seriál, epizoda: „Zerstörte Träume“          |
| 2002 | Strach.com                                               | Dieter Schrader                             |                                                        |
| 2002 | Die Freunde der Freunde                                  | Gregor                                      | televizní film                                         |
| 2002 | Nachts im Park                                           | Hansen                                      |                                                        |
| 2002 | Ballett ist ausgefallen                                  | Holger                                      | krátký film                                            |
| 2003 | Die Klasse von '99 - Schule war gestern, Leben ist jetzt | Felix                                       |                                                        |
| 2003 | Hamlet X                                                 | Osric                                       |                                                        |
| 2003 | Soloalbum                                                | Ben                                         |                                                        |
| 2004 | Baal                                                     | Baal                                        | televizní film                                         |
| 2004 | Kalter Frühling                                          | Ben Lüders                                  | televizní film                                         |
| 2004 | Srdeční zástava                                          | Crash                                       |                                                        |
| 2005 | Modrooká Polly                                           | Ronald „Ronny“ Helske                       |                                                        |
| 2005 | Hypochonder                                              | Felix Berthold Bux                          | krátký film                                            |
| 2005 | Schiller                                                 | Friedrich Schiller                          | televizní film                                         |
| 2005 | Happy End                                                | Junge                                       | krátký film                                            |
| 2005 | Kombat Sechzehn                                          | Daniel                                      |                                                        |
| 2006 | Der blaue Affe                                           | Laurin                                      |                                                        |
| 2006 | Lulu                                                     | Jack Rozparovač                             | televizní film                                         |
| 2007 | Fata morgána                                             | Daniel                                      |                                                        |
| 2007 | Zajíček bez oušek                                        | Moritz                                      |                                                        |
| 2007 | Ein Spätes Mädchen                                       | Felix                                       | televizní film                                         |
| 2007 | Das wilde Leben                                          | Rainer Langhans                             |                                                        |
| 2008 | Valkýra                                                  | podplukovník Herber                         |                                                        |
| 2008 | Der Architekt                                            | Jan Winter                                  |                                                        |
| 2008 | Rudý baron                                               | Manfred von Richthofen                      |                                                        |
| 2008 | Wir lieben Kino - U-Bahn                                 | On                                          | krátký film                                            |
| 2009 | Mein Leben - Marcel Reich-Ranicki                        | Marcel Reich-Ranicki (od 16 do 38 let)      | televizní film                                         |
| 2009 | Noční vlak                                               | Frankie                                     |                                                        |
| 2009 | Zátoka pirátů                                            | Gödeke Michels                              |                                                        |
| 2009 | Must Love Death                                          | nerd                                        |                                                        |
| 2009 | Kuře s ušima                                             | Moritz                                      |                                                        |
| 2010 | Vždy připraven!                                          | Tom                                         |                                                        |
| 2010 | 3faltig                                                  | Christl                                     |                                                        |
| 2010 | Místo činu                                               | Balthasar Staupen                           | televizní seriál, epizoda: „Weil sie böse sind“        |
| 2011 | Rubbeldiekatz                                            | Alex                                        |                                                        |
| 2011 | What A Man                                               | Alex                                        |                                                        |
| 2012 | Russendisko                                              | Wladimir Kaminer                            |                                                        |
| 2013 | Frau Ella                                                | Sascha                                      |                                                        |
| 2013 | Zajíček Bezušáček a ušaté kuře                           | Fuchs                                       | dabing                                                 |
| 2013 | Schlussmacher                                            | Paul Voigt                                  |                                                        |
| 2013 | Kohout na víně 2                                         | Matthias                                    |                                                        |
| 2014 | Otcem na poslední chvíli                                 | Felix                                       |                                                        |
| 2014 | Irre sind männlich                                       | host na párty                               |                                                        |
| 2014 | Bibi & Tina: Voll verhext                                | okouzlující princ                           |                                                        |
| 2015 | Chůvák                                                   | Clemens Klina                               |                                                        |
| 2016 | Robinson Crusoe: Na ostrově zvířátek                     | Robinson                                    | dabing                                                 |
| 2016 | Nejkrásnější den                                         | Andi                                        |                                                        |
| 2016 | Jak napálit banku                                        | Max                                         |                                                        |
| 2018 | Hot Dog                                                  | Theo Ransoff                                |                                                        |
| 2018 | Kursk                                                    | Pavel Sonin                                 |                                                        |
| 2018 | Bez věcí nad věcí                                        | Anton Katz                                  |                                                        |
| 2018 | Zavařovačka života                                       | Erik Ruge                                   |                                                        |
| 2020 | Hnutí odporu                                             | Klaus Barbie                                |                                                        |
| 2021 | Armáda mrtvých                                           | Ludwig Dieter                               |                                                        |
| 2021 | Armáda lupičů                                            | Ludwig Dieter / Sebastian Schlencht-Wöhnert | také režisér                                           |
| 2022 | Plavkyně                                                 | Sven                                        |                                                        |
| 2023 | Oppenheimer                                              | Werner Heisenberg                           |                                                        |
| 2023 | Rodinná rošáda                                           | Rolf                                        |                                                        |

### Jako režisér
| Rok  | Název                    |
| ---- | ------------------------ |
| 2011 | What a Man               |
| 2013 | Schlussmacher            |
| 2014 | Otcem na poslední chvíli |
| 2015 | Chůvák                   |
| 2021 | Armáda lupičů            |

### Jako scenárista
| Rok  | Název                    |
| ---- | ------------------------ |
| 2011 | What a Man               |
| 2014 | Otcem na poslední chvíli |
| 2015 | Chůvák                   |

### Jako producent
| Rok  | Název                    |
| ---- | ------------------------ |
| 2011 | What a Man               |
| 2013 | Schlussmacher            |
| 2013 | Frau Ella                |
| 2014 | Otcem na poslední chvíli |
| 2015 | Chůvák                   |
| 2015 | Highway to Hellas        |
| 2016 | Nejkrásnější den         |